# Yuri Merkulov
Yuri Merkulov –en ruso, Юрий Меркулов– (28 de octubre de 1964) es un deportista soviético que compitió en judo. Ganó una medalla de bronce en el Campeonato Europeo de Judo de 1984 en la categoría de –78 kg.

## Palmarés internacional
| Campeonato Europeo | Campeonato Europeo | Campeonato Europeo | Campeonato Europeo |
| Año                | Lugar              | Medalla            | Categoría          |
| ------------------ | ------------------ | ------------------ | ------------------ |
| 1984               | Lieja (Bélgica)    | Medalla de bronce  | –78 kg             |